# Ice Star
Minsk-Arena Ice Star, ou simplesmente Ice Star, é uma competição internacional de patinação artística no gelo de níveis sênior, júnior e noviço, sediado na cidade de Minsk, Bielorrússia.  Faz parte do calendário do Challenger Series desde a temporada 2017–18.

## Edições
| Ano  | Edição | Cidade sede | Sênior | Sênior | Sênior | Sênior | Júnior | Júnior | Júnior | Noviço | Noviço | Noviço | Ref         |
| Ano  | Edição | Cidade sede | M      | F      | P      | D      | M      | F      | D      | M      | F      | D      | Ref         |
| ---- | ------ | ----------- | ------ | ------ | ------ | ------ | ------ | ------ | ------ | ------ | ------ | ------ | ----------- |
| 2012 | 1.ª    | Minsk       | •      | •      | –      | •      | •      | •      | •      | •      | •      | •      | [ 2 ]       |
| 2013 | 2.ª    | Minsk       | •      | •      | •      | •      | •      | •      | •      | •      | •      | •      | [ 3 ]       |
| 2014 | 3.ª    | Minsk       | –      | •      | –      | •      | •      | •      | •      | •      | •      | •      | [ 4 ]       |
| 2015 | 4.ª    | Minsk       | •      | •      | –      | •      | •      | •      | •      | •      | •      | •      | [ 5 ]       |
| 2016 | 5.ª    | Minsk       | •      | •      | –      | •      | •      | •      | •      | •      | •      | •      | [ 6 ]       |
| 2017 | 6.ª    | Minsk       | •      | •      | •      | •      | •      | •      | •      | •      | •      | •      | [ 7 ] [ 8 ] |

Legenda
- Parte do Challenger Series ISU
- –  Evento não disputado neste ano

## Lista de medalhistas

### Sênior

#### Individual masculino
| Evento                | Ouro                                        | Prata                                       | Bronze                                      | Ref    |
| Minsk 2012 (detalhes) | Yakov Godorozha · Ucrânia                   | Mark Shakhmatov · Rússia                    | Vitali Luchanok · Bielorrússia              | [ 9 ]  |
| Minsk 2013 (detalhes) | Sergei Voronov · Rússia                     | Zhan Bush · Rússia                          | Pavel Ignatenko · Bielorrússia              | [ 10 ] |
| 2014                  | Não houve a disputa do individual masculino | Não houve a disputa do individual masculino | Não houve a disputa do individual masculino | [ 4 ]  |
| Minsk 2015 (detalhes) | Kim Jin-seo · Coreia do Sul                 | Evgeni Vlasov · Rússia                      | Larry Loupolover · Azerbaijão               | [ 11 ] |
| Minsk 2016 (detalhes) | Ivan Pavlov · Ucrânia                       | Irakli Maysuradze · Geórgia                 | Larry Loupolover · Azerbaijão               | [ 12 ] |
| Minsk 2017 (detalhes) | Sergei Voronov · Rússia                     | Moris Kvitelashvili · Geórgia               | Daniel Samohin · Israel                     | [ 13 ] |

#### Individual feminino
| Evento                | Ouro                                | Prata                           | Bronze                             | Ref    |
| Minsk 2012 (detalhes) | Polina Shelepen · Rússia            | Kerstin Frank · Áustria         | Kristina Zakharanka · Bielorrússia | [ 9 ]  |
| Minsk 2013 (detalhes) | Helery Halvin · Estônia             | Janina Makeenka · Bielorrússia  | Svetlana Issakova · Estônia        | [ 14 ] |
| Minsk 2014 (detalhes) | Janina Makeenka · Bielorrússia      | Aleksandra Golovkina · Lituânia | Helery Halvin · Estônia            | [ 15 ] |
| Minsk 2015 (detalhes) | Kim Sena · Coreia do Sul            | Aleksandra Golovkina · Lituânia | Johanna Allik · Estônia            | [ 16 ] |
| Minsk 2016 (detalhes) | Anna Khnychenkova · Ucrânia         | Evgeniia Ivankova · Rússia      | Kim Sena · Coreia do Sul           | [ 17 ] |
| Minsk 2017 (detalhes) | Elizabet Tursynbayeva · Cazaquistão | Serafima Sakhanovich · Rússia   | An So-hyun · Coreia do Sul         | [ 18 ] |

#### Duplas
| Evento                | Ouro                                             | Prata                                           | Bronze                                       | Ref    |
| Minsk 2013 (detalhes) | Kristina Astakhova · Maxim Kurdyukov · Rússia    | Maria Paliakova · Nikita Bochkov · Bielorrússia | Arina Voevodina · Mikhail Akulov · Rússia    | [ 19 ] |
| 2014–2016             | Não houve a disputa de duplas                    | Não houve a disputa de duplas                   | Não houve a disputa de duplas                | [ 4 ]  |
| Minsk 2017 (detalhes) | Aleksandra Boikova · Dmitrii Kozlovskii · Rússia | Annika Hocke · Ruben Blommaert · Alemanha       | Paige Conners · Evgeni Krasnopolski · Israel | [ 20 ] |

#### Dança no gelo
| Evento                | Ouro                                          | Prata                                               | Bronze                                              | Ref    |
| Minsk 2012 (detalhes) | Julia Zlobina · Alexei Sitnikov · Azerbaijão  | Nadezhda Frolenkova · Vitali Nikiforov · Ucrânia    | Lesia Valadzenkava · Vitali Vakunov · Bielorrússia  | [ 9 ]  |
| Minsk 2013 (detalhes) | Ekaterina Bobrova · Dmitri Soloviev · Rússia  | Victoria Sinitsina · Ruslan Zhiganshin · Rússia     | Ekaterina Pushkash · Jonathan Guerreiro · Rússia    | [ 21 ] |
| Minsk 2014 (detalhes) | Ksenia Monko · Kirill Khaliavin · Rússia      | Evgenia Kosigina · Nikolai Moroshkin · Rússia       | Viktoria Kavaliova · Yurii Bieliaiev · Bielorrússia | [ 22 ] |
| Minsk 2015 (detalhes) | Ksenia Monko · Kirill Khaliavin · Rússia      | Viktoria Kavaliova · Yurii Bieliaiev · Bielorrússia | Rebeka Kim · Kirill Minov · Coreia do Sul           | [ 23 ] |
| Minsk 2016 (detalhes) | Oleksandra Nazarova · Maxim Nikitin · Ucrânia | Alisa Agafonova · Alper Uçar · Turquia              | Sofia Evdokimova · Egor Bazin · Rússia              | [ 24 ] |
| Minsk 2017 (detalhes) | Anna Cappellini · Luca Lanotte · Itália       | Tiffany Zahorski · Jonathan Guerreiro · Rússia      | Victoria Sinitsina · Nikita Katsalapov · Rússia     | [ 25 ] |

### Júnior

#### Individual masculino júnior
| Evento                | Ouro                       | Prata                          | Bronze                      | Ref    |
| Minsk 2012 (detalhes) | Ivan Pavlov · Ucrânia      | Pavel Ignatenko · Bielorrússia | Markus Ramisch · Alemanha   | [ 9 ]  |
| Minsk 2013 (detalhes) | Adian Pitkeev · Rússia     | Stanislav Andryunin · Rússia   | Anton Karpuk · Bielorrússia | [ 26 ] |
| Minsk 2014 (detalhes) | Andrei Vorotnikov · Rússia | Anton Karpuk · Bielorrússia    | Ikrali Maysuradze · Geórgia | [ 27 ] |
| Minsk 2015 (detalhes) | Ivan Shmuratko · Ucrânia   | Yakau Zenko · Bielorrússia     | Aleksandr Selevko · Estônia | [ 28 ] |
| Minsk 2016 (detalhes) | Artem Kovalev · Rússia     | Gabriel Folkesson · Suécia     | Nika Egadze · Geórgia       | [ 29 ] |
| Minsk 2017 (detalhes) | Vladimir Samoylov · Rússia | Irakli Maysuradze · Geórgia    | Artem Zotov · Rússia        | [ 30 ] |

#### Individual feminino júnior
| Evento                | Ouro                               | Prata                               | Bronze                         | Ref    |
| Minsk 2012 (detalhes) | Jenni Saarinen · Finlândia         | Aleksandra Golovkina · Lituânia     | Minami Hanashiro · Alemanha    | [ 9 ]  |
| Minsk 2013 (detalhes) | Evgenia Medvedeva · Rússia         | Alina Beletskaya · Ucrânia          | Valeria Kozinets · Ucrânia     | [ 31 ] |
| Minsk 2014 (detalhes) | Anastasiya Zaitsava · Bielorrússia | Maria Gavrilova · Ucrânia           | Lizaveta Avsiukevich · Ucrânia | [ 32 ] |
| Minsk 2015 (detalhes) | Anita Östlund · Suécia             | Kristina Shkuleta Gromova · Estônia | Anželika Kļujeva · Letônia     | [ 33 ] |
| Minsk 2016 (detalhes) | Lee Hyun-Soo · Coreia do Sul       | Ko Eun-Bi · Coreia do Sul           | Jeon Su-Been · Coreia do Sul   | [ 34 ] |
| Minsk 2017 (detalhes) | Anna Tarusina · Rússia             | Ksenia Pankova · Rússia             | Viktoria Vasilieva · Rússia    | [ 35 ] |

#### Dança no gelo júnior
| Evento                | Ouro                                                | Prata                                               | Bronze                                             | Ref    |
| Minsk 2012 (detalhes) | Viktoria Kavaliova · Yurii Bieliaiev · Bielorrússia | Daria Korotitskaya · Maxim Spodirev · Ucrânia       | Sara Ghislandi · Giona Terzo Ortenzi · Itália      | [ 9 ]  |
| Minsk 2013 (detalhes) | Anna Yanovskaya · Sergey Mozgov · Rússia            | Viktoria Kavaliova · Yurii Bieliaiev · Bielorrússia | Natalia Kaliszek · Yaroslav Kurbakov · Polônia     | [ 36 ] |
| Minsk 2014 (detalhes) | Eva Khachaturian · Andrei Bagin · Rússia            | Evgenia Tkachenka · Yuri Gulitski · Bielorrússia    | Sofia Polishuk · Alexander Vakhnov · Rússia        | [ 37 ] |
| Minsk 2015 (detalhes) | Sofia Evdokimova · Egor Bazin · Rússia              | Maria Oleynik · Yuri Hulitski · Bielorrússia        | Anzhelika Yurchenko · Volodymyr Byelikov · Ucrânia | [ 38 ] |
| Minsk 2016 (detalhes) | Anastasia Shpilevaya · Grigory Smirnov · Rússia     | Arina Ushakova · Maxim Nekrasov · Rússia            | Polina Velikanova · Dmitriy Kotlov · Rússia        | [ 39 ] |
| Minsk 2017 (detalhes) | Sofia Shevchenko · Igor Eremenko · Rússia           | Shira Ichilov · Vadim Davidovich · Israel           | Angelina Lazareva · Maksim Prokofiev · Rússia      | [ 40 ] |

### Noviço avançado

#### Individual masculino noviço avançado
| Evento                | Ouro                           | Prata                            | Bronze                      | Ref    |
| Minsk 2012 (detalhes) | Artem Tseluiko · Bielorrússia  | Aleksandr Selevko · Estônia      | nenhum outro competidor     | [ 9 ]  |
| Minsk 2013 (detalhes) | Aleksandr Selevko · Estônia    | Yauheny Puzanau · Bielorrússia   | Kasparas Garsvas · Lituânia | [ 41 ] |
| Minsk 2014 (detalhes) | Yauheni Puzanau · Bielorrússia | Rakhat Bralin · Cazaquistão      | Mihail Selevko · Estônia    | [ 42 ] |
| Minsk 2015 (detalhes) | Andrey Kokura · Ucrânia        | Yauheni Puzanau · Bielorrússia   | Mihail Selevko · Estônia    | [ 43 ] |
| Minsk 2016 (detalhes) | Jonathan Egyptson · Suécia     | Mikalay Kazlou · Bielorrússia    | Nikita Kaledin · Rússia     | [ 44 ] |
| Minsk 2017 (detalhes) | Yelissey Volkov · Cazaquistão  | Andrey Mikhalchuk · Bielorrússia | Daniels Kochkers · Letônia  | [ 45 ] |

#### Individual feminino noviço avançado
| Evento                | Ouro                               | Prata                               | Bronze                                | Ref    |
| Minsk 2012 (detalhes) | Deimante Kizalaite · Lituânia      | Kristina Shkuleta-Gromova · Estônia | Anastasia Gozhva · Ucrânia            | [ 9 ]  |
| Minsk 2013 (detalhes) | Anastasiya Zaitsava · Bielorrússia | Lukrecija Paulikaite · Lituânia     | Kristina Shkuleta-Gromova · Estônia   | [ 46 ] |
| Minsk 2014 (detalhes) | Ekaterina Kurakova · Rússia        | Alina Bibelnkik · Bielorrússia      | Mariya Saldakayeva · Bielorrússia     | [ 47 ] |
| Minsk 2015 (detalhes) | Anastasia Arkhipova · Ucrânia      | Gaia Maiorano · Itália              | Diana Guseva · Rússia                 | [ 48 ] |
| Minsk 2016 (detalhes) | Anastasia Arkhipova · Ucrânia      | Mariya Smirnova · Rússia            | Elizaveta Malinouskaya · Bielorrússia | [ 49 ] |
| Minsk 2017 (detalhes) | Varvara Kisel · Rússia             | Yu Seung-been · Coreia do Sul       | Sofia Chaplygina · Rússia             | [ 50 ] |

#### Dança no gelo noviço avançado
| Evento                | Ouro                                                   | Prata                                                 | Bronze                                                   | Ref    |
| Minsk 2012 (detalhes) | Ksenia Konkina · Georgy Reviya · Rússia                | Lilia Yutanina · Andrei Filatov · Rússia              | Maria Oleynik · Maxim Nekrasov · Rússia                  | [ 9 ]  |
| Minsk 2013 (detalhes) | Palina Mishchanchuk · Uladzimir Zaitsau · Bielorrússia | Irina Jasakova · Dmitry Neretin · Rússia              | Ekaterina Sapozhenkova · Roman Balanovich · Bielorrússia | [ 51 ] |
| Minsk 2014 (detalhes) | Daria Popova · Volodymyr Nakisko · Ucrânia             | Palina Mishchanchuk · Uladzimir Zaitsu · Bielorrússia | Daria Drozd · Bogdan Borovlev · Rússia                   | [ 52 ] |
| Minsk 2015 (detalhes) | Ekaterina Andreeva · Ivan Desyatov · Rússia            | Irina Khavronina · Nikita Tashirev · Rússia           | Eva Zaporozhskaya · Aleksander Balykov · Rússia          | [ 53 ] |
| Minsk 2016 (detalhes) | Elena Mamchenkova · Stepan Rublev · Rússia             | Ekaterina Andreeva · Ivan Desyatov · Rússia           | Alexandra Lyubimova · Fedor Varlamov · Rússia            | [ 54 ] |
| Minsk 2017 (detalhes) | Yulia Alieva · Mikhail Kaigorodtsev · Rússia           | Tamara Zhukova · Artur Biktimirov · Rússia            | Anastasia Burkina · Nikita Vitryanuk · Rússia            | [ 55 ] |

### Noviço básico

#### Dança no gelo noviço básico
| Evento                | Ouro                                       | Prata                                                  | Bronze                                            | Ref                                  |
| Minsk 2012 (detalhes) | Daria Popova · Georgiy Yagudayev · Ucrânia | Palina Mishchanchuk · Uladzimir Zaitsau · Bielorrússia | Karyna Sioarenka · Maksim Yalenich · Bielorrússia | [ 9 ]                                |
| 2013–2015             | Não houve a disputa da dança no gelo       | Não houve a disputa da dança no gelo                   | Não houve a disputa da dança no gelo              | [ 3 ] [ 4 ]                          |
| Minsk 2016 (detalhes) | Olga Mamchenkova · Mark Volkov · Rússia    | Sofiia Kachushkina · Egor Goncharov · Rússia           | Taisia Petrova · Vladislav Grishin · Rússia       | [ 56 ]                               |
| 2017                  | Não houve a disputa da dança no gelo       | Não houve a disputa da dança no gelo                   | Não houve a disputa da dança no gelo              | Não houve a disputa da dança no gelo |